# П'ять цивілізованих племен

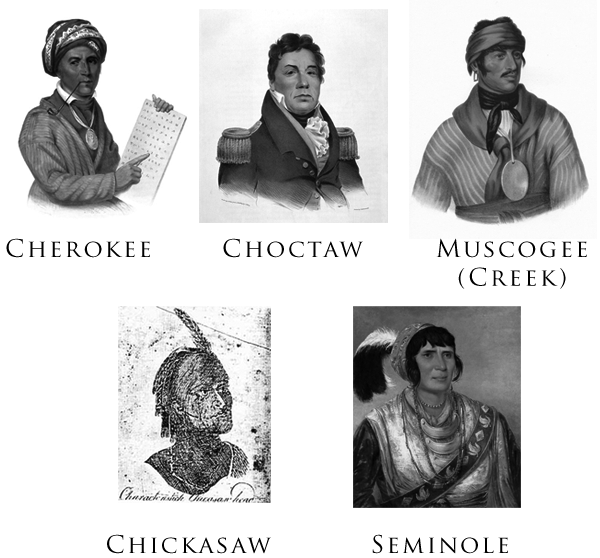
Представники П'яти цивілізованих племен. На портретах, зліво направо, зверху вниз: Секвоя (черокі), Пушматага (чокто), Селекта (маскокі/кріки), невідомий (чикасо), Оцеола (семіноли). Портрети написані у період 1775—1850.

П'ять цивілізованих племен, англ. Five Civilized Tribes — термін, що застосовується у відношенні до п'яти індіанських народів США — черокі, чикасо, чокто, маскокі (кріки) та семіноли, які на початку XIX ст. вже перебрали багато звичаїв та досягнень білих поселенців та встановили досить гарні відносини з сусідами.

## Історія
П'ять «цивілізованих» племен — корінні народі Америки, які мешкали на теперішньому Півдні США. Більшість з них нащадки Міссісіпської культури, цивілізації корінних американців, яка будувала кургани та вирощувала кукурудзу і боби, мала спадкову релігійну та політичну еліту. Міссісіпська культура процвітала на нинішньому Середньому заході, Сході та Південному сході США з 800 до 1600 р.н. е.
До контактів з європейцями ці племена, як правило, дотримувалися матрилінійності. Сільське господарство було головним економічним чинником у їхньому житті. Основна маса племен мешкала у містах (деякі охоплювали сотні гектарів та мали тисячі мешканців), які поділялися на вулиці, мали житлові та громадські приміщення. Їх система управління була спадковою, з високим рівнем військової організації.
Процес культурної трансформації цих племен почали Джордж Вашингтон та Генрі Нокс; при цьому черокі та чокто успішно опанували американо-європейську культуру.
Вашингтон вважав, що індіанці мають рівні права з білими, хоча й примітивніший суспільний лад. Він сформулював основи політики «навернення у цивілізацію», котру пізніше продовжив Томас Джефферсон.
Історик Роберт Ремині, автор біографії Ендрю Джексона, писав: «вони вважали, що як тільки індіанці опанують практику приватної власності, будівництва будинків, землеробства, освіти для дітей, перейдуть у християнство, вони отримають визнання з боку білих американців».
План Вашингтона з 6 пунктів включав:
- нейтральне правосуддя стосовно індіанців;
- придбання індіанських земель на основі чітко сформульованих правових актів;
- розвиток торгівлі;
- розвиток експериментів, спрямованих на стимулювання цивілізаційного розвитку та «покращення» індіанського суспільства;
- право президента на передачу індіанцям «подарунків»;
- покарання тих, хто порушував права індіанців[6].

Уряд призначав агентів, таких, як Бенджамін Гокінс, котрі жили серед індіанців та навчали їх, у тому числі особистим прикладом, стилю життя білих. Південно-східні племена визнали політику Вашингтона, заснували школи, зайнялися фермерством, перейшли у християнство та почали будувати такі ж будинки, як у білих сусідів. Багато індіанських фермерів мали у власності чорних рабів.
Під час Громадянської війни у США чокто та чикасо воювали, зазвичай, на боці Конфедерації, а маскокі, семіноли та, особливо, черокі виявилися розділеними між двома сторонами. У результаті серед племені черокі навіть почалася своєрідна внутрішня громадянська війна.

## Насильницьке переселення

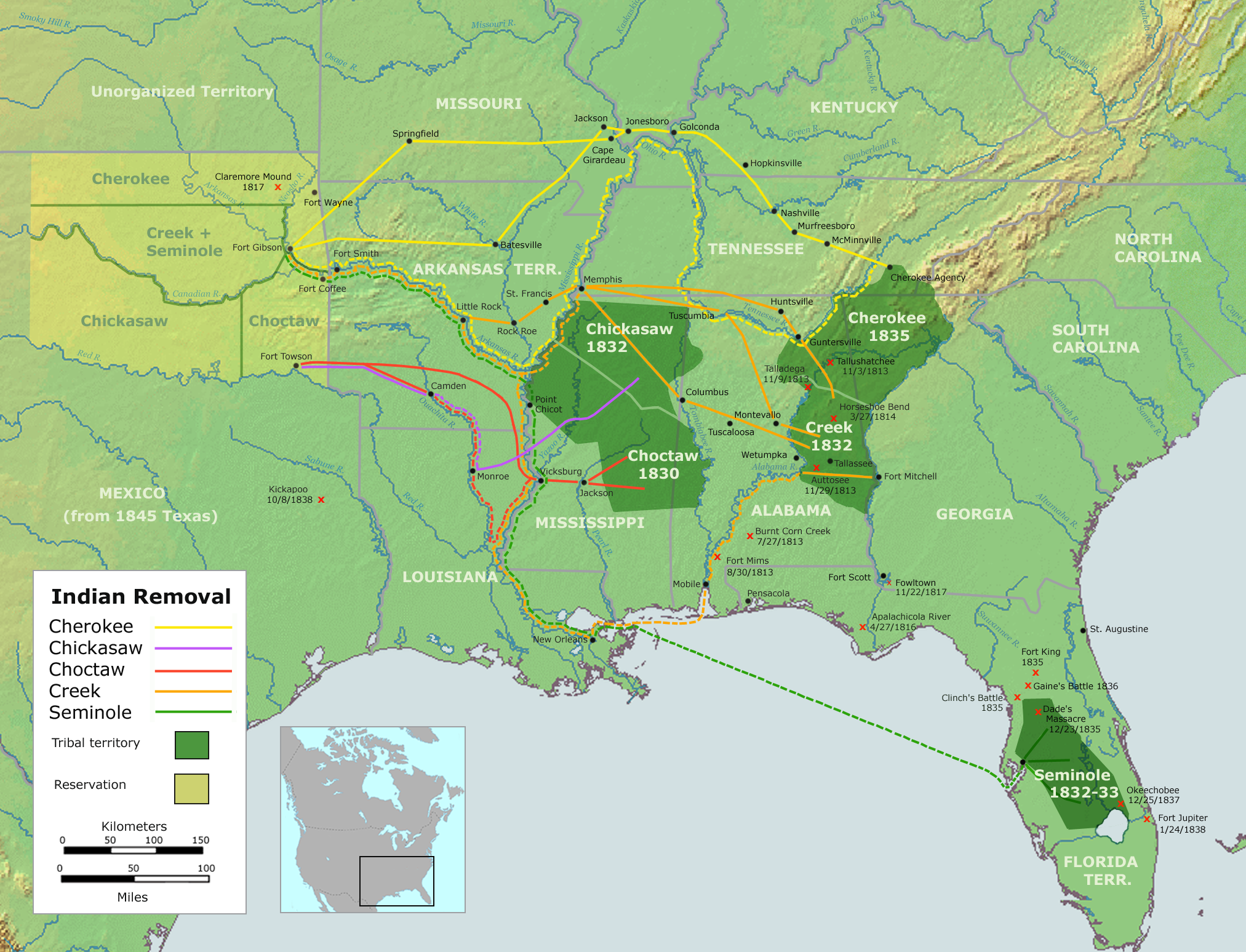

П'ять цивілізованих племен до 1820 років мешкали у південно-східній частині США, однак їх землі приваблювали білих поселенців, які почали незаконно поселятися на індійських землях та чинили тиск на федеральний уряд, щоб той їх переселив. У зв'язку з цим на півдні США виник рух з вимогою виселення індіанців.
У 1830 році президент Ендрю Джексон, підтриманий на виборах цим рухом, підписав Закон про переселення індіанців. Цим законом федеральний уряд скасував право власності індіанців на їхні землі та затвердив примусове переселення індіанців п'яти племен у спеціально створену для них Індіанську територію (нині це схід штату Оклахома).
1831 року індіанці чокто першими переселили на Індіанську територію. У 1832 році розпочалось переселення семінолів, незважаючи на їх опір. У 1834 році було переселено плем'я маскокі, а в 1837 році — індіанців племені чикасо. До 1837 року з чотирьох племен було виселено понад 46 000 індіанців. У 1838 році розпочалось виселення останнього з п'яти племен — черокі.
Інфекційні хвороби, стихійні лиха, переслідування з боку білих поселенців, а також недостатня кількість їжі, призвели до загибелі близько 8 000 індіанців племен чокто, семінолів та чикасо. Під час виселення черокі загинуло більш ніж 16 000 індіанців. Це переселення отримало назву Шлях сліз.
Після переселення до Оклахоми уряд США пообіцяв, що на індіанські землі не будуть переселятись нові білі поселенці. Однак ця обіцянка безкарно порушувалася білими поселенцями навіть до 1893 р., коли уряд офіційно дозволив підселення на черокські території. У 1907 р. Індіанську територію та територію Оклахома об'єднано в штат Оклахома, в якому й досі представники П'яти племен складають значну частину населення.